# Proyart
Proyart település Franciaországban, Somme megyében. Lakosainak száma 762 fő (2022. január 1.). Proyart Chuignolles, Framerville-Rainecourt, Harbonnières, Morcourt, La Neuville-lès-Bray és Étinehem-Méricourt községekkel határos.

## Népesség
A település népességének változása:
| Lakosok száma | 667  | 687  | 712  | 695  | 703  | 728  | 739  | 751  | 762  |
|               | 2013 | 2015 | 2016 | 2017 | 2018 | 2019 | 2020 | 2021 | 2022 |